# Закон Хэра — Хоуса — Каттинга
Закон Хэра — Хоуса — Каттинга (англ. Hare–Hawes–Cutting Act) — первый закон США о деколонизации Филиппин, принят 17 января 1933 года.
Закон стал результатом переговоров, которые в 1932 году провели двое филиппинских политиков и будущих президентов страны, бывший глава филиппинского парламента Серхио Осменья и депутат Мануэль Рохас, с группой сенаторов Конгресса США в ходе так называемой «миссии ОсРох». Этими политиками, ставшими затем авторами закона, были сенатор от Южной Каролины Батлер Хэр, сенатор от Миссури Гарри Барто Хоус и сенатор от Нью-Мексико Бронсон Каттинг. Закон обсуждался Конгрессом восемь месяцев и был утверждён в декабре 1932 года, но окончательно — только в начале 1933 года, поскольку первоначально на него наложил вето президент США Герберт Гувер.
За принятие закона выступали как группы американских фермеров, боявшихся появления на рынке, ослабленном Великой депрессией, дешёвых филиппинских сахара и кокосового масла, так и многие политические круги на Филиппинах, стремившиеся к независимости.
Закон предусматривал предоставление независимости Филиппинам через десять лет, принятие в Соединённых Штатах не более 50 филиппинских иммигрантов каждый год и постепенное увеличение тарифов и квот на экспортную продукцию из Филиппин. Закон также требовал ратификацию его филиппинским парламентом, однако усилиями политика Мануэля Кесона взамен филиппинцами был предложен новый закон, получивший название Закон Тайдингса — Макдаффи. Он был поддержан президентом США Франклином Рузвельтом и ратифицирован филиппинским парламентом в 1934 году.